# Mastika (rastlinska smola)
Mastika (grško Μαστίχα) je smola, pridobljena iz drevesa mastika (Pistacia lentiscus). Znana je tudi kot hioške solze, saj se tradicionalno proizvaja na otoku Hios in se tako kot druge naravne smole proizvaja v »solzah« ali kapljicah.
Mastiko izločajo smolne žleze nekaterih dreves in se posuši v koščke krhke, prosojne smole. Pri žvečenju se smola zmehča in postane svetlo bel in neprozoren gumi. Okus je sprva grenak, po nekaj žvečenju pa sprosti osvežujoč okus, podoben boru in cedri.

## Zgodovina
Mastiko so želi že vsaj 2500 let od grške antike. Beseda mastika izhaja iz grščine: μαστιχάειν, prevedeno masticháein, »škripati z zobmi«. Prva omemba mastične 'solze' je omenil Hipokrat. Hipokrat je mastiko uporabljal za preprečevanje prebavnih težav, prehladov in kot osvežilec daha. Rimljani so mastiko uporabljali skupaj z medom, poprom in jajcem v začinjenem vinu conditum paradoxum. Pod Bizantinskim cesarstvom je trgovina z mastiko postala cesarjev monopol. V Osmanskem cesarstvu je sultan zbral najboljši pridelek mastike, da ga je poslal v svoj harem.
Med osmansko vladavino na Hiosu je bila mastika vredna zlata. Kazen za krajo mastike je bila usmrtitev po ukazu sultanov. V pokolu na Hiosu leta 1822 je sultan prizanesel prebivalcem regije Mastichochoria, da je njemu in njegovemu haremu priskrbel mastiko. Sakız Adası, turško ime za otok Hios, pomeni »otok žvečilnih gumijev«. Mastične vasi so podobne trdnjavam, zunaj vidnega polja morja, obdane z visokim obzidjem in brez vrat na ravni ulice (kar pomeni, da se je v vasi vstopalo le po lestvah), da bi zaščitili sok pred vsiljivci.
Čeprav je liker veliko mlajši, je še vedno povezan z grško zgodovino. Digestivni likerji, podobni Mastichato (Mastika), vendar narejeni iz grozdja, so bili pred francosko revolucijo znani kot grški eliksirji.
Proizvodnja mastike je bila ogrožena zaradi gozdnega požara na Hiosu, ki je avgusta 2012 uničil nekaj nasadov mastike.

## Gojenje
Pridelava mastične smole je za lokalne pridelovalce celoletni proces. Trgatev je znana kot kentos in poteka od začetka julija do začetka oktobra. Najprej se okolica dreves očisti in posuje z inertnim kalcijevim karbonatom. Nato vsakih 4–5 dni naredijo 5–10 zarez v lubje vsakega drevesa, da izpusti smolo. Ker te prozorne kapljice visijo z drevesa in se lesketajo na sončni svetlobi, naj bi bile podobne kristalnim solzam; zaradi tega je smola mastike znana kot »solze Hiosa«. Približno 15–20 dni traja, da se prvi kristali smole strdijo in padejo na tla. Kmetje nato poberejo koščke suhega kita in jih operejo v naravni izvirski vodi, večji del zime pa porabijo za čiščenje in ločevanje solz od peska. Ta postopek čiščenja se izvaja ročno in je urejen z zakonodajnim okvirom Društva pridelovalcev mastike. Poleg mastike se proizvaja tudi olje mastike.

### Mastichochoria
Od leta 2018 je bilo na otoku Hios štiriindvajset mastichochoria ali mastičnih vasi, namenjenih gojenju in proizvodnji mastike. Proizvodnja mastike na Hiosu je zaščitena z zaščiteno označbo porekla Evropske unije.
Proizvodnja mastike na otoku je pod nadzorom zadruge. Leta 1938 ustanovljeno Združenje pridelovalcev mastike Ένωση Μαστιχοπαραγωγών Χίου, skrajšano CGMGA, je sekundarna zadružna organizacija in deluje kot kolektivni predstavniški organ dvajsetih primarnih zadrug, ustanovljenih v štiriindvajsetih vaseh mastike  ima izključno upravljanje naravne Chios Mastike v Grčiji in tujini.
Muzej mastike na Hiosu ponuja stalno razstavo o proizvodnji mastike na otoku, ki razlaga njeno zgodovino in tehnike pridelave ter prikazuje različne današnje uporabe.

### Turčija
Tradicionalno je bila tudi omejena proizvodnja mastike na polotoku Çeşme, na turški obali osem navtičnih milj od Hiosa, s podobnimi ekološkimi pogoji, primernimi za proizvodnjo mastike. Turška fundacija za boj proti eroziji tal, pogozdovanje in varstvo naravnih habitatov (TEMA) je vodila prizadevanja za zaščito domačih turških mastičnih dreves in zasaditev novih na polotoku Çeşme, da bi oživili sposobno komercialno proizvodnjo izdelka. Kot del tega projekta, ki naj bi trajal do leta 2016, je bilo med letoma 2008 in oktobrom 2011 posajenih več kot 3000 sadik mastike na več kot 368 hektarjih (149 hektarjev) namenskih kmetijskih zemljišč, ki jih je zagotovil Inštitut za tehnologijo v Izmirju.

## Uporaba

### V kulinariki
V vzhodnem Sredozemlju se mastika običajno uporablja v brioših, sladoledu in drugih sladicah. V Siriji mastiko dodajajo boozi (sirskemu sladoledu), v Turčiji pa se mastika pogosto uporablja v slaščicah, kot sta turški med in dondurma, v pudingih, kot so sütlaç, salep, tavuk göğsü, mamelika in v brezalkoholnih pijačah. Mastikin sirup dodajajo turški kavi na obali Egejskega morja. V Grčiji se mastika uporablja v likerjih, kot je Mastika (ali Mastichato), v sladkarijah, znanih kot »podmornica« (grško υποβρύχιο, romanizirano ypovríchio), v pijačah, žvečilnih gumijih, sladkarijah, sladicah, kruhu in siru. Uporablja se tudi za stabilizacijo loukoumija in sladoleda.
V Magrebu se mastika uporablja predvsem v tortah, sladkarijah in pecivu ter kot stabilizator v meringue in nugatu. V Maroku se mastika uporablja pri pripravi prekajenih jedi.
Ena najzgodnejših uporab mastike je bila žvečilni gumi. Mastika (מסטיק) je pogovorna hebrejska beseda za žvečilni gumi. Žvečilni gumi z okusom mastike se prodaja v Siriji, Libanonu, Turčiji in Grčiji. Jordansko podjetje za žvečilne gumije Sharawi Bros. (علكة شعراوي اخوان)  uporablja mastiko kot eno od glavnih sestavin svojih žvečilnih gumijev.

### V religiji
Nekateri učenjaki identificirajo bakha, omenjeno v Svetem pismu, z rastlino mastika. Zdi se, da bakha izhaja iz hebrejščine בכא, jok, in naj bi se nanašala na "solze" smole, ki jo izloča rastlina mastika.
Starodavni judovski halahični viri označujejo mastiko kot zdravilo za slab zadah: »Mastike se ne žveči na šabat. Kdaj [je dovoljeno žvečiti mastiko na šabat]? Ko je namen zdravila. Če se uporablja za slab zadah, je dovoljeno »
Mastika je bistvena sestavina krizme, svetega olja, ki ga vzhodne pravoslavne cerkve uporabljajo za maziljenje.

### Drugo
V nekaterih lakih se uporablja mastiks. Za zaščito in konzerviranje fotografskih negativov so uporabljali kit lak. Mastika se uporablja tudi v parfumih, kozmetiki, milih, oljih za telo in losjonih za telo. V starem Egiptu so mastiko uporabljali pri balzamiranju. V strjeni obliki se mastika lahko uporablja, tako kot sveto kadilo ali smola bosvelije, za proizvodnjo kadila.